# Cá bò xanh hoa đỏ
Cá bò xanh hoa đỏ, danh pháp: Oxymonacanthus longirostris, là một loài cá biển thuộc chi Oxymonacanthus trong họ Cá bò giấy. Loài cá này được mô tả lần đầu tiên vào năm 1801.

## Từ nguyên
Từ định danh longirostris được ghép bởi hai âm tiết trong tiếng Latinh: longus ("dài") và rostris ("mõm"), hàm ý đề cập đến phần mõm phát triển dài ra ở loài này.

## Phân bố và môi trường sống
Cá bò xanh hoa đỏ có phân bố rộng khắp Ấn Độ Dương - Thái Bình Dương, từ Đông Phi trải dài về phía đông đến quần đảo Samoa và Tonga, ngược lên phía bắc đến quần đảo Ryukyu và quần đảo Ogasawara, xa về phía nam đến đảo Lord Howe (Úc).
Cá bò xanh hoa đỏ được ghi nhận dọc theo một số vùng biển Việt Nam, như hòn Cau (Bình Thuận), Ninh Thuận, vịnh Nha Trang và quần đảo Trường Sa.
Cá bò xanh hoa đỏ sống trên các rạn san hô và đầm phá, độ sâu đến khoảng 35 m. Chúng làm tổ gần gốc san hô chết, thường trên các đám tảo.

## Loài bị đe dọa
Quần thể cá bò xanh hoa đỏ dễ bị suy giảm do phụ thuộc hoàn toàn vào san hô Acropora, một loài san hô dễ bị tẩy trắng nhất, cũng đang biến mất ở nhiều nơi trong phạm vi phân bố của chúng. Dữ liệu từ Trung tâm Giám sát Bảo tồn Thế giới của UNEP chỉ ra rằng, cá bò xanh hoa đỏ là một trong những loài cá cảnh được buôn bán nhiều nhất. Tỉ lệ đánh bắt quá mức cùng với hiện tượng tẩy trắng san hô góp phần làm suy giảm quần thể cá bò xanh hoa đỏ, do đó mà loài này được xếp vào nhóm Loài sắp nguy cấp theo IUCN.
Cá bò xanh hoa đỏ cũng được xếp vào cấp VU (Sẽ nguy cấp) theo Sách đỏ Việt Nam năm 2007.

## Mô tả

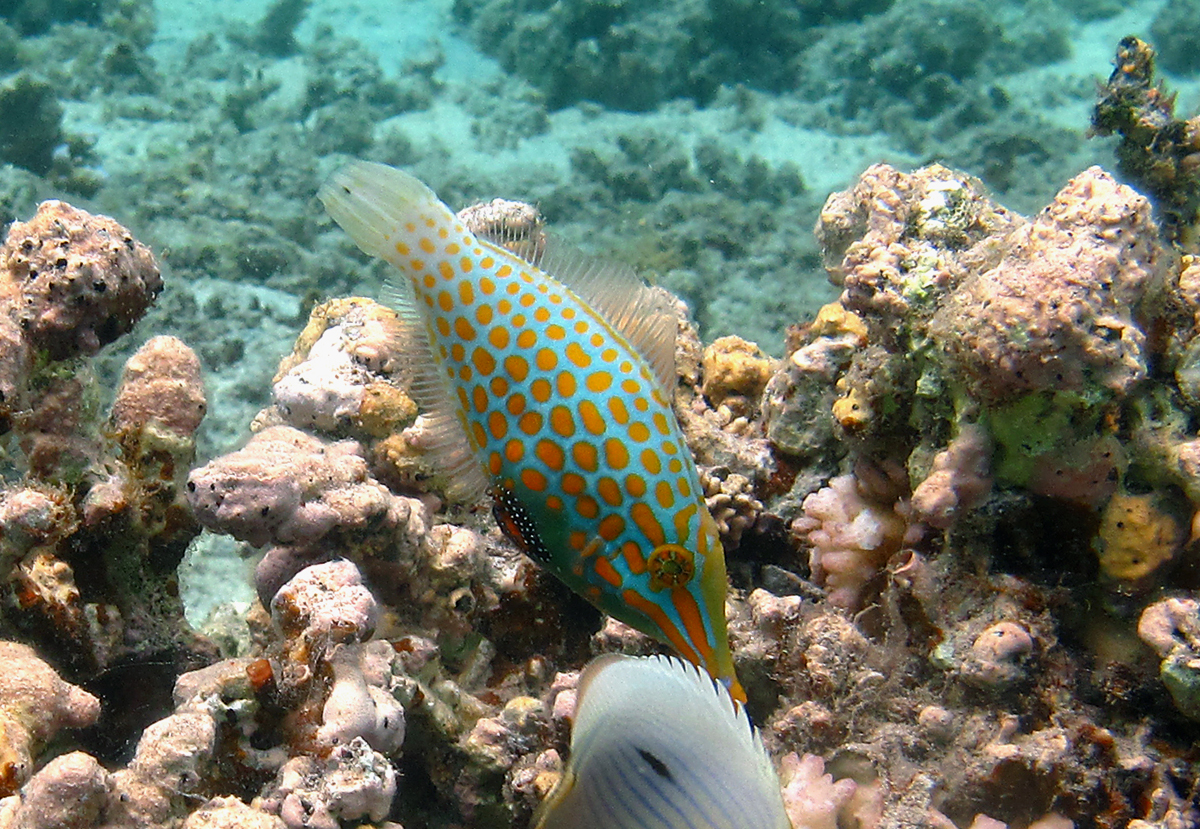
Cá bò xanh hoa đỏ đang kiếm ăn

Chiều dài cơ thể lớn nhất được ghi nhận ở cá bò xanh hoa đỏ là 12 cm. Đầu và thân màu xanh lục lam, có khoảng 7 hàng đốm cam tròn trên toàn bộ cơ thể (đầu ít đốm hơn), nhưng không có đốm nào ở mặt trên của mõm. Vạch đen ngắn trên vây đuôi. Bụng có vệt đen lớn lốm đốm trắng, cá đực có thêm đốm cam bên dưới vệt đen này.
Số gai vây lưng: 2; Số tia vây lưng: 29–33; Số gai vây hậu môn: 0; Số tia vây hậu môn: 27–31; Số tia vây ngực: 10–11.
So với cá bò xanh hoa đỏ, Oxymonacanthus halli (phân bố giới hạn ở Biển Đỏ) có mõm ngắn hơn và không có dạng hình ống; đốm cam nhỏ và gần nhau hơn, bao phủ cả phần mõm; không có vệt đen lốm đốm trắng dưới bụng.

## Sinh thái
Cá bò xanh hoa đỏ chỉ ăn polyp san hô các loài Acropora. Tuy nhiên, một cá thể loài này chỉ ăn san hô Pocillopora verrucosa trong một quan sát ở ngoài khơi đảo Giáng Sinh, nơi mà quần thể Acropora đang chịu tác động suy giảm. Cá bò xanh hoa đỏ chuyển đổi chế độ ăn có thể là để làm chậm lại sự diệt vong của chúng, và khả năng phát triển và sinh sản của loài này cũng sẽ thay đổi khi sử dụng các nguồn thức ăn thay thế.
Ở vùng nhiệt đới, cá bò xanh hoa đỏ đẻ trứng ngay trước khi mặt trời lặn. Ở đảo Okinawa thuộc vùng cận nhiệt đới, thời gian đẻ trứng thay đổi tùy thuộc vào sự thay đổi theo mùa của nhiệt độ nước. Tại địa điểm này, chúng đẻ trứng buổi sáng vào đầu và cuối mùa sinh sản, khi nhiệt độ nước ở mức thấp; vào giữa mùa sinh sản, khi nhiệt độ nước cao, quá trình đẻ trứng lại diễn ra ngay trước khi mặt trời lặn. Nhiệt độ nước góp phần chi phối sự phát triển của cá ấu trùng, do đó khi nhiệt độ nước thấp, cá bố mẹ chuyển thời gian sinh sản sang buổi sáng để đảm bảo phôi của chúng nở thành ấu trùng phát triển tốt.
Cá trưởng thành sống thành đôi và có lãnh thổ rõ ràng, còn những con nhỏ hơn thì sống đơn độc hoặc hợp thành nhóm khoảng 5 cá thể. Cá cái trong một đôi sẽ thăm dò và chọn một cụm tảo lục để đẻ trứng lên. Trứng màu xanh lục, có đường kính khoảng 0,7 mm, dính và ẩn trong tảo, nở sau khoảng hơn 2 ngày, ngay sau khi mặt trời lặn. Một số loại tảo mà cá bò xanh hoa đỏ chọn đẻ trứng lên có mang độc tố, có lẽ để tránh việc trứng bị tấn công.
Vào lúc hoàng hôn và ban đêm, nhờ vào hình dạng và hoa văn cơ thể, cá bò xanh hoa đỏ sẽ chọn một vị trí trên các nhánh san hô Acropora để ngụy trang. Chúng bám chặt vào san hô bằng gai vây lưng thứ nhất, các vây còn lại cụp xuống khiến chúng trông giống như một phần của nhánh san hô. Vị trí này được duy trì cho đến khi bình minh.

## Thương mại
Cá bò xanh hoa đỏ rất phổ biến trong ngành thương mại cá cảnh. Loài cá này chủ yếu được đánh bắt và xuất khẩu từ Philippines và Fiji.